# Wełczoń
Wełczoń, zwany też Patrią (879 m) – szczyt w Paśmie Przedbabiogórskim, które według regionalizacji Polski opracowanej przez Jerzego Kondrackiego należy do Beskidu Makowskiego. Na mapach i w przewodnikach turystycznych czasami zaliczane jest do Beskidu Żywieckiego. Tworzy masyw rozdzielający dolinę potoku Wełczówka od doliny rzeki Skawica. Stoki północne i zachodnie porośnięte lasem świerkowym. Na szczycie polana z punktem widokowym na okoliczne góry i Zawoję.